# Gelber Fluss
Der Gelbe Fluss, auch Huang He (chinesisch 黃河 / 黄河, Pinyin Huáng Hé, W.-G. Huang Ho, anhörenⓘ, veraltet nach Post: Hwang Ho, mong. Hatan Gol, kurz: 河,  Hé) genannt, ist ein Strom im Nordosten der Volksrepublik China. Er ist der zweitlängste Fluss Chinas und der achtlängste einzelne Fluss der Erde. Seine Länge wird je nach Messverfahren unterschiedlich angegeben: 4845 Kilometer ist die geläufigste Angabe; 5464 Kilometer die längste. Sein Einzugsgebiet umfasst 752.443 Quadratkilometer.
Seinen Namen trägt der Fluss aufgrund der gelblichen Färbung, die durch abgetragenen Löss entsteht, der über Bäche und Nebenarme in den Flusslauf gespült wird. Über den Kaiserkanal besteht eine Verbindung zum Jangtsekiang.

## Quelle
Die Quelle des Gelben Flusses befindet sich in den ausgedehnten Weiten des Hochlandes von Tibet, von relativ flach wirkenden Bergen umrahmt, etwa 200 Kilometer nördlich der Mitte der Luftlinie zwischen Lhasa, der Hauptstadt des Autonomen Gebiets Tibet, und Xining in der tibetisch geprägten Region Amdo. Dort liegt sie im Gebirgszug Bayankara Shan (südlich des Kunlun Shan) etwa 450 Kilometer östlich des Quellgebiets des Jangtsekiang, westlich zweier Seen (Ngoring Tsho und Kyaring Tsho) und nordwestlich des Sternenmeers (Xingsuhai) – ein felsig-steppenartiges Gebiet.

## Flusslauf

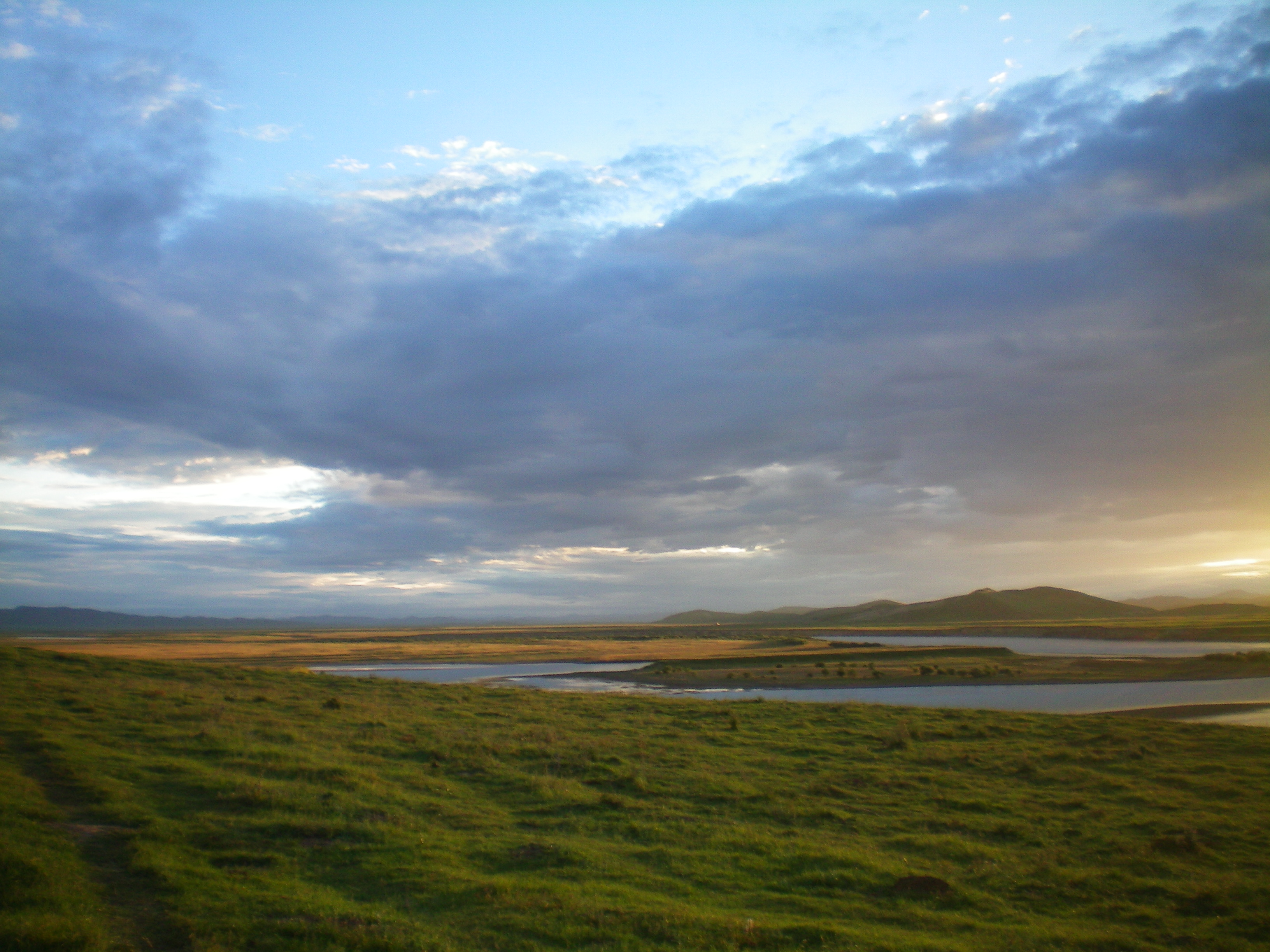
Erste große Biegung des Flusses bei Maqu

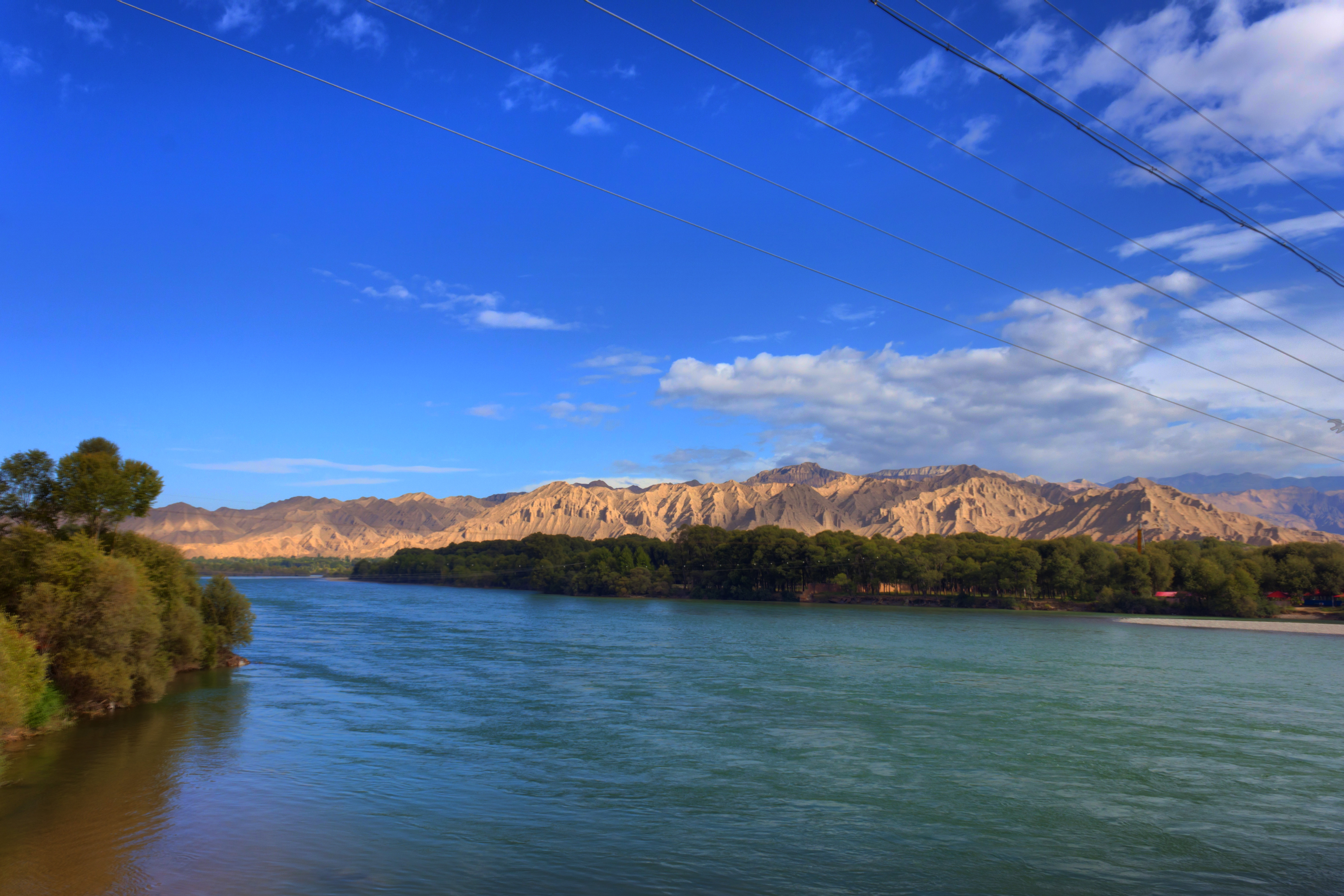
Gelber Fluss nahe Guide (Qinghai)

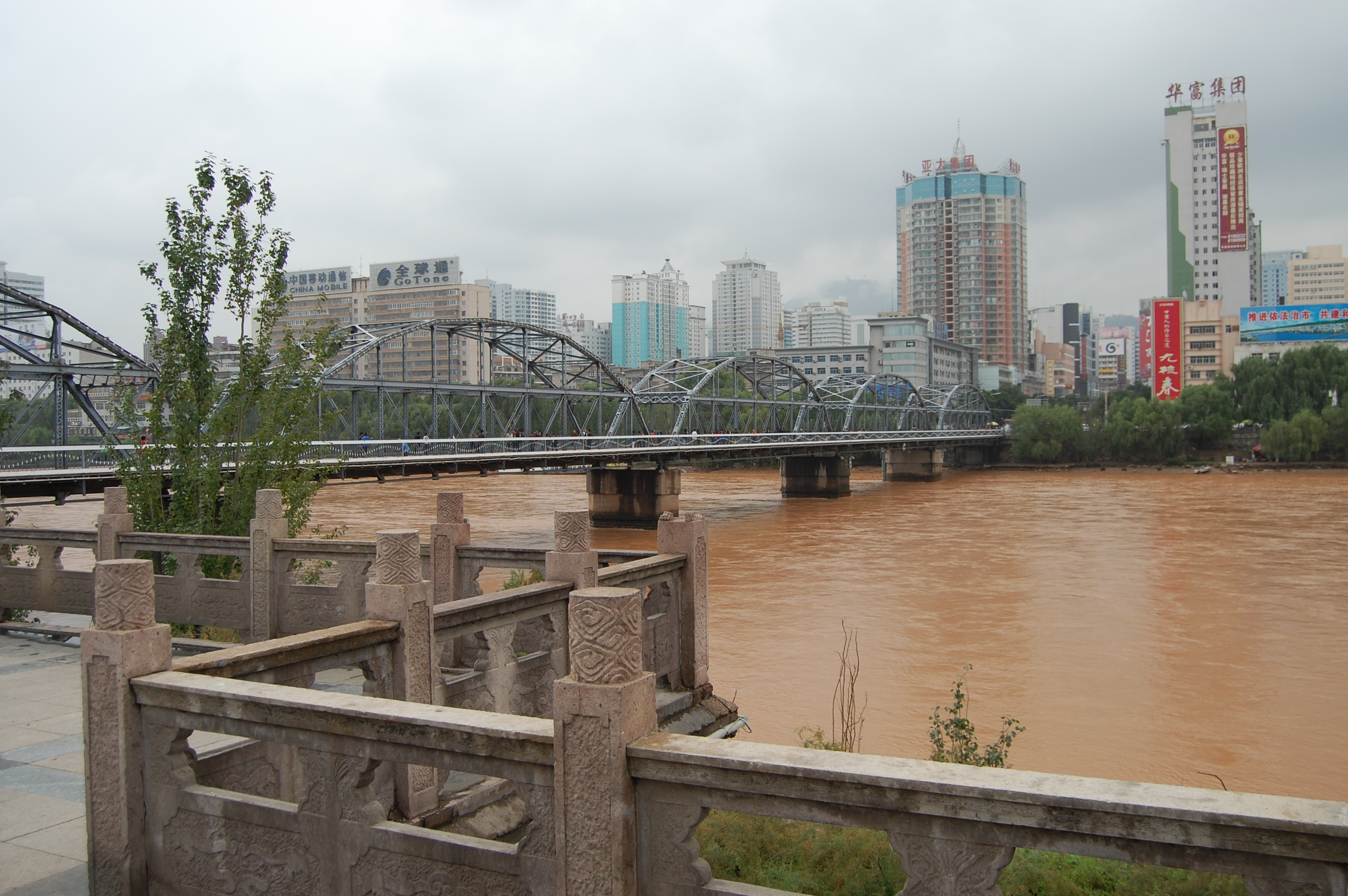
Gelber Fluss in Lanzhou mit Zhongshan-Brücke

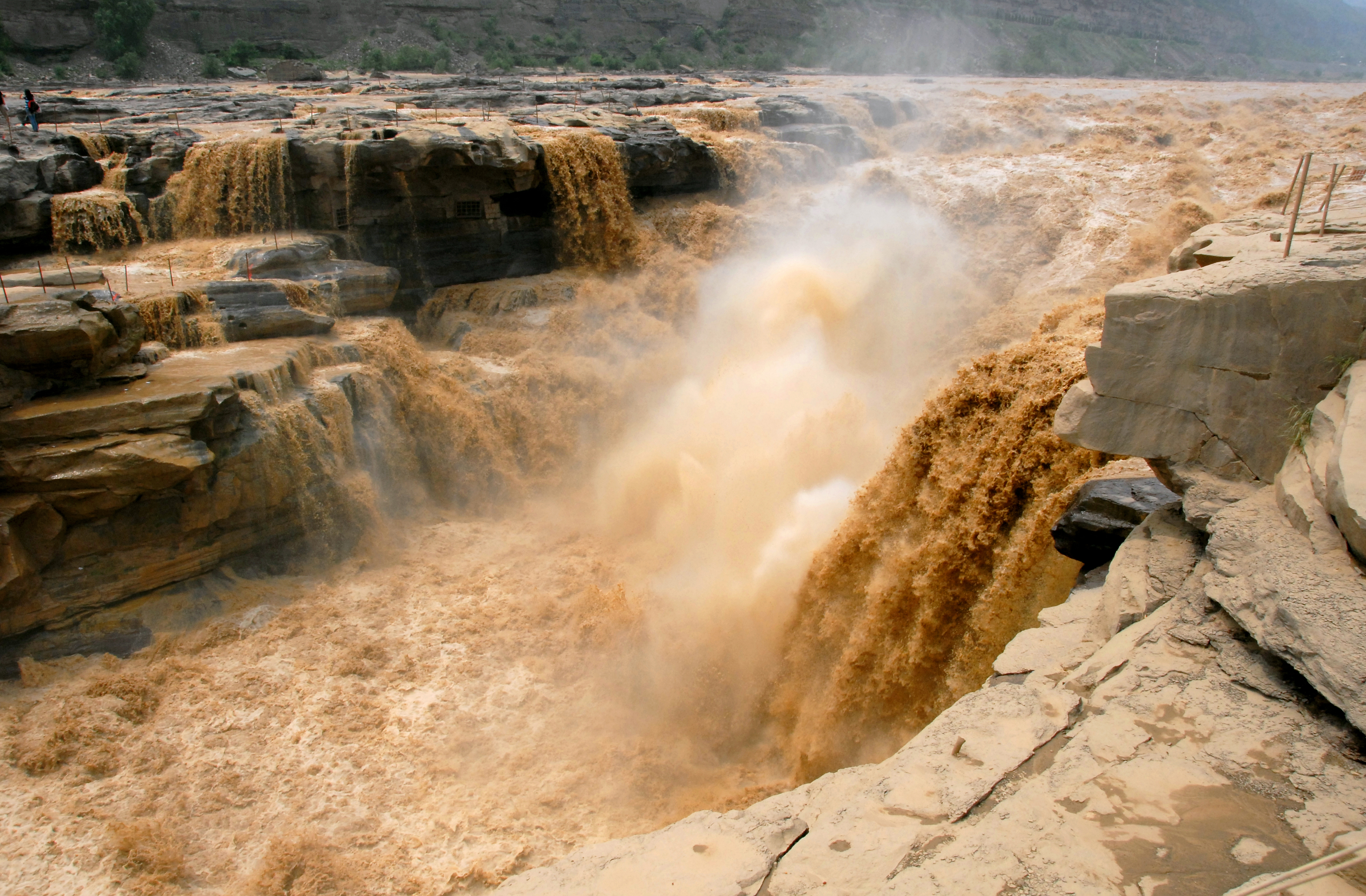
Hukou-Fälle, bei Xi’an – Engpass am Knie des Huanghe

Von seiner Quelle aus durchquert der Gelbe Fluss erst die beiden Seen Gyaring Tsho (Tsaring-nor) und Ngoring Tsho (Ngoring-nor) (34° 55′ 19″ N, 97° 30′ 43″ O). Danach fließt er hauptsächlich in östlicher Richtung unter dem tibetischen Namen Ma-chu (tib. རྨ་ཆུ་, „Fluss des Pfaus“; chin. 瑪曲 / 玛曲,  Mǎqū) im  Zickzack-Kurs durch ein stark gewundenes Hochgebirgstal, unweit des heiligen Bergs A’nyê Maqên.
Sein weiterer Lauf führt dann nordwärts, wo er bis an die Grenzen der Inneren Mongolei vorstößt. Dort beschreibt er einen riesigen Bogen um das Ordos-Plateau, bis er, nun wieder südlich fließend, in den Stausee der Sanmenxia-Talsperre mündet. In diesem See fließt ihm aus der Region der alten Kaiserstadt Xi’an der Wei He zu; dies ist der größte Nebenfluss des Gelben Flusses.
Nördlich des Funiushan-Gebirges biegt er um 90° nach Osten ab. Von dort aus fließt der Gelbe Fluss durchwegs in Richtung Osten über die Xiaolangdi-Talsperre, durchquert in den Provinzen Shaanxi und Shanxi ein Lössplateau und verlässt nach und nach das schluchtenreiche Bergland.
Etwa 45 km nach der Stadt Kaifeng wendet sich der Strom nach Nordosten und durchfließt die aus seinen Ablagerungen gebildete Tiefebene. Etwas über 500 km hinter Kaifeng erreicht der Huáng Hé zwischen Tianjin und der Halbinsel Shandong den Golf von Bohai, einen Randbereich des Gelben Meeres.

## Wasserführung und Sedimente
Der Oberlauf des Gelben Flusses in Qinghai und Gansu führt durch ein trockenes Gebiet, aus dem nur wenig Wasser abfließt. Die Wasserführung des Gelben Flusses sinkt entlang des Großen Bogens in der Inneren Mongolei, wo mehr Wasser verdunstet und versickert, als dem Fluss zufließt. Auf seinem Weg in Richtung Süden, auf der Grenze zwischen den Provinzen Shanxi und Shaanxi nimmt der Gelbe Fluss zahlreiche Nebenflüsse auf, wodurch er stark anschwillt, wohingegen er von Zhengzhou in Richtung seiner Mündung keine Nebenflüsse mehr hat und seine Wasserführung entsprechend abnimmt. Im Jahresdurchschnitt beträgt der natürliche Abfluss des Gelben Flusses 1877 m³ pro Sekunde, dies jedoch mit Spitzenwerten von 33.000 m³ pro Sekunde bei starken Hochwasserereignissen und periodischem Trockenfallen.
Beim Durchqueren des Lössplateaus nimmt der Gelbe Fluss durch die starke Erosion entlang seiner Ufer und der Ufer seiner Nebenflüsse sehr viele Sedimente auf. Diese Sedimente verleihen dem Strom ab hier seine charakteristische und namensgebende ockergelbe Farbe. Unter den großen Flüssen der Erde hat der Gelbe Fluss mit einer durchschnittlichen Sedimentfracht von 35 kg/m³ die höchste Schwebführung; die Sedimentfracht der Nebenflüsse liegt teilweise noch deutlich höher.
Die Sedimente lagern sich am Unterlauf und im Mündungsbereich des Gelben Flusses ab, was zu ständigem Landzuwachs an der Ostküste Chinas führt. Stauseen verschlammten innerhalb von wenigen Jahren. Am Unterlauf schuf der Fluss durch Sedimentation seine eigenen Seitendämme, weshalb man den Gelben Fluss in der Nordchinesischen Tiefebene als einen Dammuferfluss bezeichnet. Dabei erhob sich der Strom auch über das Niveau der weiten Ebene, bis er das selbst geschaffene Ufer durchbrach. Dies hat in der Vergangenheit zu mehrmaligen Verlagerungen des Flussbetts geführt, was zu gewaltigen Hochwassern und damit verbundenen Schäden führte.
Um zukünftige Flussbettverlagerungen zu vermeiden, wurden im Lössplateau Maßnahmen gegen Erosion getroffen, was die Sedimentmenge verringert und das Verschlammen von Stauseen verlangsamt hat. An seinem Unterlauf fließt der teils mehrere Kilometer breite Fluss zwischen zehn Meter hohen Deichen in einem Bett, das ungefähr fünf Meter über dem Niveau der umgebenden Ebene liegt, so dass Nebenflüsse nicht mehr einfließen können. Die Deiche wurden seit den 1950er Jahren mehrmals erhöht, die Überwachung und Schutzmaßnahmen verstärkt. Stauseen am Oberlauf des Flusses, hier vor allem die Xiaolangdi-Talsperre, haben die Möglichkeiten zur Hochwasservermeidung gestärkt, gleichzeitig sorgen sie dafür, dass der Fluss eine Mindestmenge an Wasser für die Trinkwasserversorgung und zu Bewässerungszwecken in der Landwirtschaft führt.
Während in den 1950er Jahren noch 79 Prozent der Wassermassen des Flusses auch tatsächlich die Mündung erreichten, hat sich dieser Anteil bis heute auf knapp 30 Prozent verringert. Immer stärkere Entnahmen für die Trinkwasserversorgung von mehr als 100 Millionen Menschen, zu Bewässerungszwecken sowie für die Industrie haben dazu geführt, dass in der Gegenwart der Unterlauf und das Mündungsgebiet für ungefähr ein halbes Jahr trockenfallen und in der Folge der Grundwasserspiegel sinkt.

## Geschichte und Flussverlagerungen

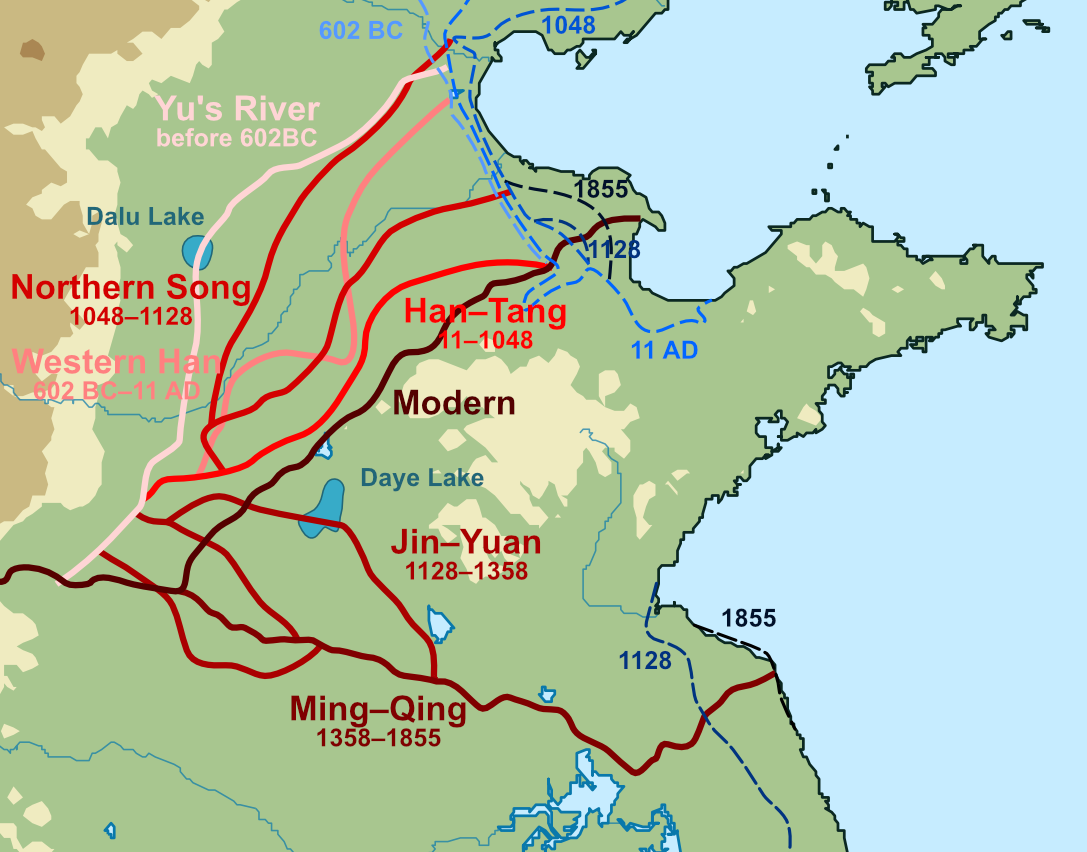
Historische Verläufe des Gelben Flusses

Veränderungen des Flusslaufes und der Küstenlinien durch Sedimentierung

Der Legende nach ließ Da Yu, der Begründer der archäologisch nicht belegten Xia-Dynastie, den Gelben Fluss regulieren und die Ebene entwässern. Historisch gesichert ist jedoch die Rolle, die der Fluss bei der Herausbildung der chinesischen Zivilisation spielte. Der Schutz vor Überschwemmungen und die Nutzung des Wassers zu Bewässerungszwecken erforderte von den sich herausbildenden Staaten koordinierte gemeinsame Bemühungen. Der Bau des Zheng-Guo-Kanales führte zu einem wirtschaftlichen Erstarken des Staates Qin, dem es später gelang, China erstmals zu einen und die Qin-Dynastie zu errichten.
Es sind mindestens sechs große Verlagerungen des Flussbetts des Gelben Flusses aufgezeichnet. Bis zum Jahre 602 v. Chr. mündete der Gelbe Fluss nördlich des heutigen Tianjin in den Golf von Bohai. Durch die Verlagerungen in den Jahren 11 und 1048 wanderte das Mündungsgebiet jeweils 500 Kilometer in südliche Richtung. Die Veränderungen im Flusslauf des Jahres 11 lösten während der Han-Dynastie und dem Interregnum von Wang Mang große Not und Aufstände wie den Aufstand der Roten Augenbrauen oder den Aufstand der Mutter Lü aus. Die Verlagerung des Jahres 1128 wurde von Menschenhand ausgelöst: Um die Armeen des Staates Jin aufzuhalten, ließen die Generäle der Song-Dynastie die Deiche am Gelben Fluss zerstören. Von da ab floss der Gelbe Fluss über Si Shui und Huai-Fluss ab und mündete südlich der Shandong-Halbinsel ins Gelbe Meer. Dadurch wurde das Entwässerungssystem des Huai-Flusses zerstört und der Kaiserkanal in Mitleidenschaft gezogen. Kleinere Flusslaufveränderungen in den Jahren 1289 und 1324 schwächten die Yuan-Dynastie, die die 150.000 zwangsverpflichteten Arbeiter zur Reparatur der Deiche nur mit wertlosem Papiergeld bezahlen konnte. Nach einer weiteren Änderung des Verlaufes um das Jahr 1363 begann man während der Ming-Dynastie, den Unterlauf mit doppelten Deichen zu sichern, wobei ein innerer Deich die Flussgeschwindigkeit erhöhen und ein äußerer Deich die Umgebung vor Überflutungen schützen sollte. Diese Maßnahmen konnten nicht verhindern, dass Deichbrüche zu verheerenden Überflutungen führten und dass sich der Gelbe Fluss im Jahre 1855 einen neuen Weg zum Meer bahnte. Er folgt seitdem dem Verlauf des Daqing-Flusses und mündet nördlich der Shandong-Halbinsel ins Meer. Es dauerte 30 Jahre, bis um 1885 der Verlauf neuer Deiche feststand.
Wenig später kam es bei der Flutkatastrophe am Gelben Fluss 1887 wieder zu zahlreichen Deichbrüchen und es starben vermutlich mehr als 900.000 Menschen.
Die Wassermassen des Gelben Flusses wurden wiederholt als militärisches Mittel eingesetzt. Im Jahre 1642 ließ Li Zicheng, als er die Stadt Kaifeng belagerte, die Deiche des Flusses zerstören. Diese Maßnahme führte zu Überschwemmungen, Hungersnot und einer Pockenepidemie. Im Jahre 1938 lösten die Truppen der Kuomintang eine verheerende Überflutung aus, um die japanische Invasion Chinas abzuwehren.

## Stauseen
Am Gelben Fluss gibt es unter anderem folgende Stauseen:
- Sanmenxia-Talsperre, 108 m hoch, 35.400 Mio. m³ Inhalt
- Laxiwa-Talsperre, 250 m, 1.060 Mio. m³
- Longyangxia-Talsperre, 178 m, 27.419 Mio. m³
- Lijiaxia-Talsperre, 155 m, 1.648 Mio. m³
- Xiaolangdi-Talsperre, 154 m, 12.650 Mio. m³
- Liujiaxia-Talsperre, 147 m, 5.700 Mio. m³
- Qingtong-Talsperre, 43 m, 570 Mio. m³
- Sanshenggong-Talsperre, 9 m, 80 Mio. m³
- Tianqiao-Talsperre, 47 m, 70 Mio. m³